# Черевківська сільська рада (Згурівський район)
| Черевківська сільська рада — орган місцевого самоврядування у Згурівському районі Київської області з адміністративним центром у с. Черевки. Історична дата утворення: в 1929 році. Водоймища на території, підпорядкованій даній раді: р. Супій. Сільській раді підпорядковані населені пункти: - с. Черевки |

## Склад ради
Рада складається з 12 депутатів та голови.

### Керівний склад ради
| ПІБ                      | Основні відомості                                                         | Дата обрання | Дата звільнення |
| ------------------------ | ------------------------------------------------------------------------- | ------------ | --------------- |
| Лавриш Наталія Василівна | Сільський голова, 1968 року народження, освіта, позапартійна              | 26.03.2006   | 31.10.2010      |
| Лавриш Наталія Василівна | Сільський голова, 1968 року народження, освіта вища, член Партії регіонів | 31.10.2010   |                 |

Примітка: таблиця складена за даними джерела